# Ѓ
Ѓ (minuskule ѓ) je písmeno makedonské cyrilice, odvozené diakritickým znaménkem ze základního písmene Г, ale v makedonské abecedě řazené mezi písmena Д a Е. Výslovností odpovídá českému ď ([ɟ]IPA).
Písmeno se používá také někdy jako doplňkový znak při zápisu tindijštiny.